# 小河镇站
小河镇站是位于中华人民共和国陕西省安康市旬阳县小河镇的四等铁路车站，经行西康铁路，建于1999年，隶属于西安铁路局安康车务段。主要经行来往于安康和西安两地的列车。

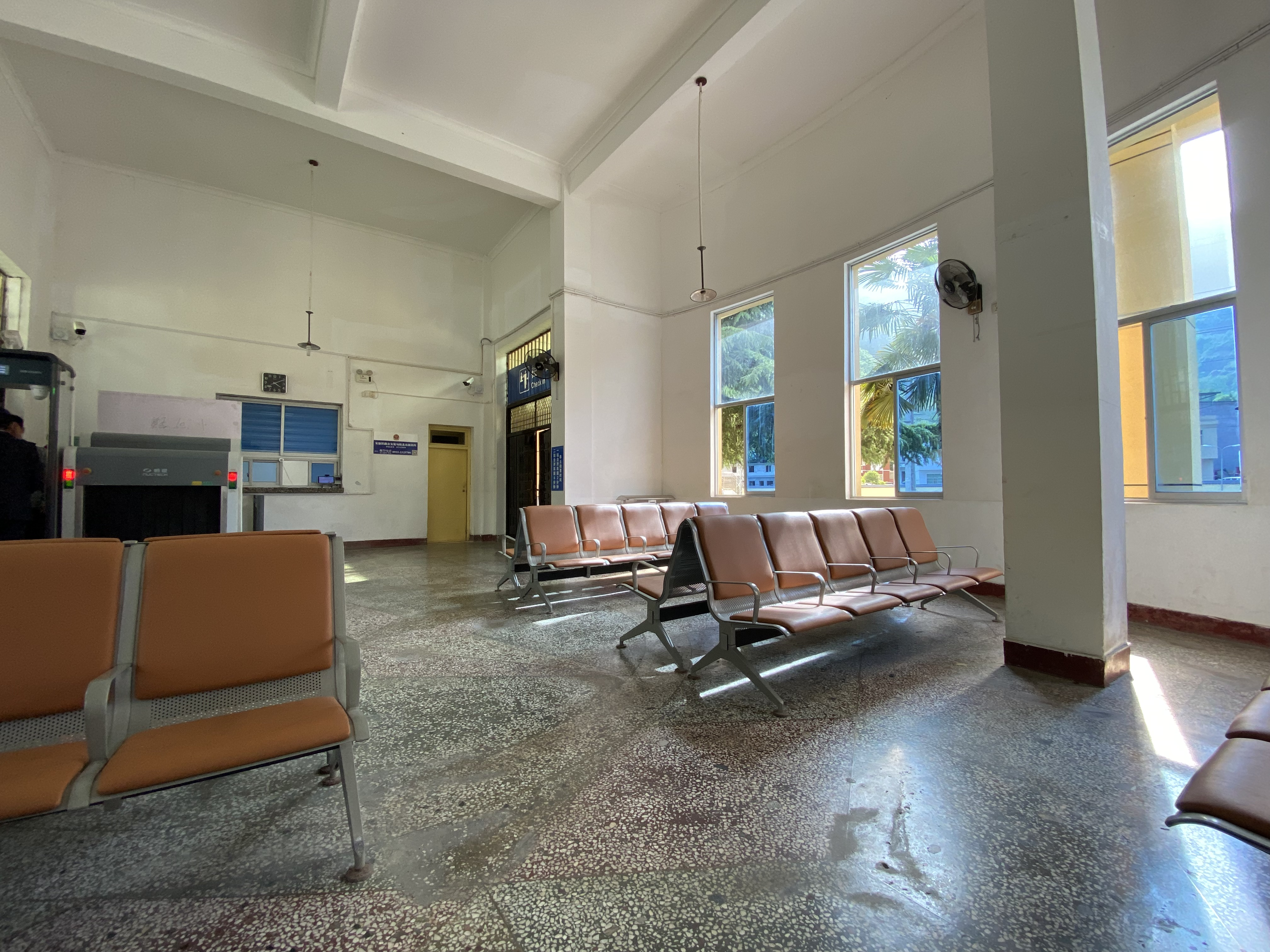
车站站房内部候车室

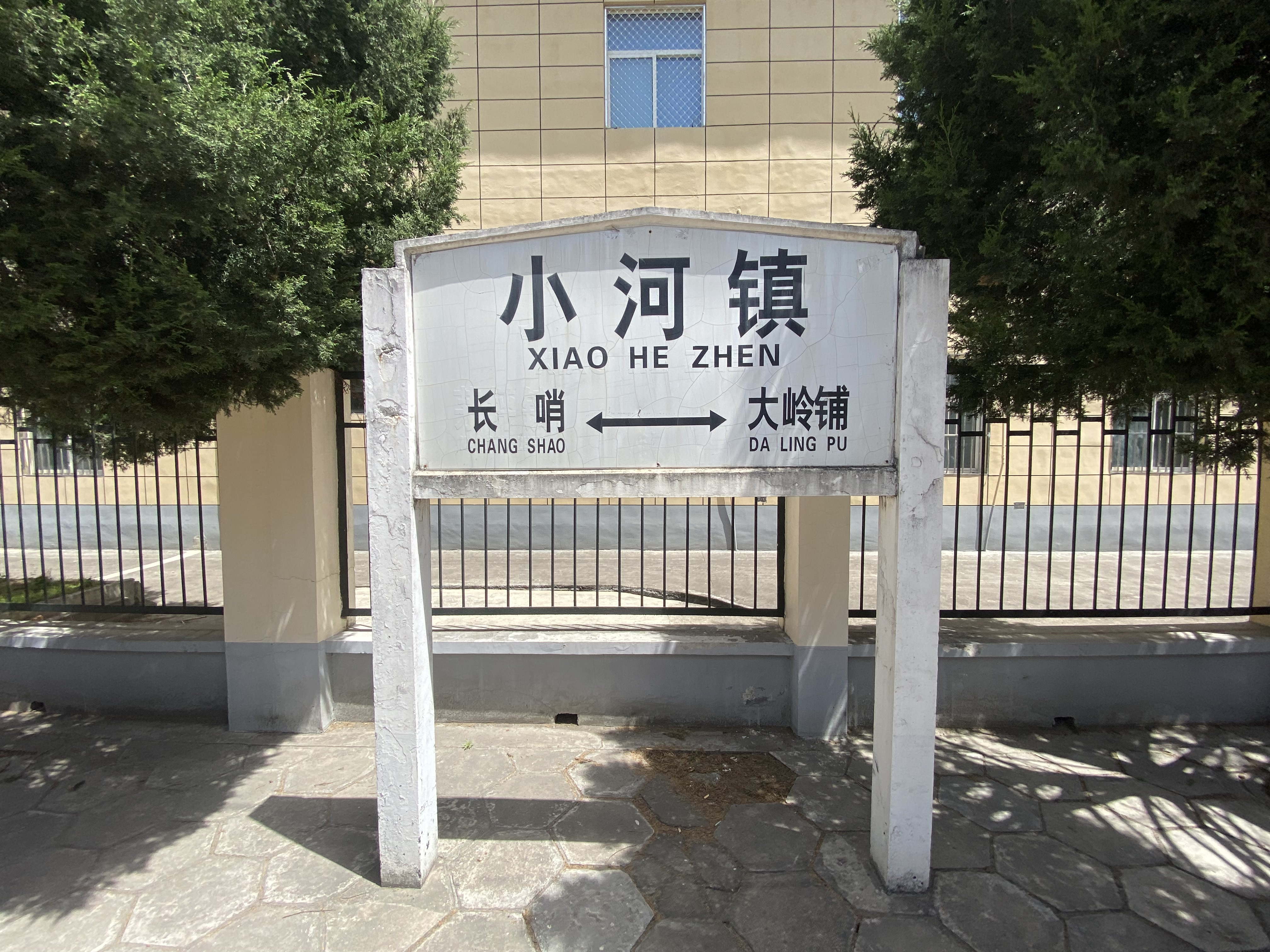
站台上的方向指示牌

## 外部連結
- 中国铁路客户服务中心 （页面存档备份，存于）